# 始祖鳥
始祖鳥（しそちょう、学名: Archaeopteryx）は、原鳥類に属する恐竜の一属。

## 概要
アーケオプテリクス、またはアルカエオプテリクスという語は古代ギリシア語の ἀρχαῖος（arkhaîos, 「古代の」）と πτέρυξ（ptérux, 「翼」「鳥」）に由来する。
アーケオプテリクスはジュラ紀に生息し、特徴的な羽毛から世界で初めて鳥類と（いわゆる）恐竜の関係を強く示唆した、1800年代に発見された主要な化石において最も現生鳥類に近いとされた歴史的に重要な生物である（現在では否定されている。詳しくは後述）。アーケオプテリクス化石として産出している物は全て A. lithographica Meyer, 1861 一種に属するとされることが多かったが、後述のようにいくつかの種に分けるべきだという意見も大きくなってきている。

## 化石の発見地
アーケオプテリクスの最初の化石は1860年、ドイツのバイエルン州ゾルンホーフェン地域のジュラ紀後期（キンメリッジアン、1億4600万年から1億4100万年前）の地層から発見された。この地は古生物の化石の名産地として有名であり、アーケオプテリクス以外にも、この地でしか発見されていない多数の化石種がある。なお、種小名の "lithographica" は、ゾルンホーフェンがリトグラフ（石版画）に用いられる石材の名産地であることに由来する。
2025年時点では、14体の全身化石が見つかっている。

## 特徴

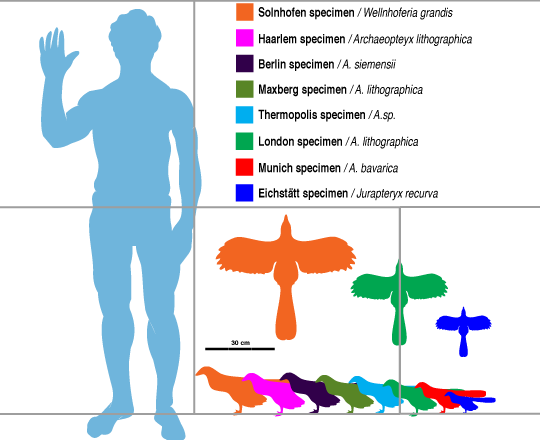
各標本の復元サイズ比較

アーケオプテリクスの大きさや概形はカササギに近く、前足に羽根が並んで幅広で曲線的な翼を形成し、後足は基部には羽根を密生するが半ば以上はそれを欠く。また、全身に薄い羽根が生えている。これらの特徴は現生の鳥類に似ているが、鋭い歯を備えた顎を持つ点、鉤爪のある3本の指を持つ点、そして長い尾部に骨をもつ点などが明らかに異なる。全長は50cmほどである。（右図）
1862年、ダーウィンの『種の起源』の出版よりわずか2年の後にはアーケオプテリクスの完全な化石が記載された。

## 古生態学

### 食性
本属アーケオプテリクスは基本的に雑食だったと考えられている。そして獲物は昆虫から小型爬虫類・哺乳類といった小動物とされ、それらは翼状の前肢や細長い後脚、そして細かい歯の並んだ頭部を駆使して捕えたようだ。なおアーケオプテリクスは標本によって歯の形状が微妙に異なり、例えばベルリン標本の歯は潰れ気味の円錐形で先端が湾曲していた。対するアイヒシュテット標本の歯は繊細かつ鋭利な造りで、歯列の全てが綺麗に湾曲していた。
こういった細かな歯を持つ小型獣脚類にはコンプソグナトゥス類が挙げられ、彼らも小動物を捕食していた。さらに本属と同じく4翼を備えていたアンキオルニスやミクロラプトルの化石からも、多種多様な小動物が餌食となって発見されている。
また後ろ脚の末節骨（爪先の骨）研究からは、本種が爪を樹上生活と捕食行動に使用していたことが示唆されている

## 古環境
アーケオプテリクスは、多数の翼竜や小型獣脚類のコンプソグナトゥスと共存していた。とりわけ翼竜は高い飛行能力を獲得しており、狭い森ならまだしも開けた海上や大空では本種の及ぶところではなかった。地層から花粉の痕跡が殆ど見つからなかったことから、本種の住処とされる島（もしくは沿岸部）には大きな樹木が乏しかったと推測されている。

## アーケオプテリクスと鳥の起源
アーケオプテリクスの最初の骨格化石の発見後、初めて鳥類と恐竜類の類縁関係を主張したのは、チャールズ・ダーウィンのブルドッグ（番犬）としても有名なトマス・ヘンリー・ハクスリーで、1860年代後半のことであった。
しかしその後、多くの恐竜が発見されその多様性が非常に大きいことが明らかになるにつれハクスリーが指摘した類似点は曖昧になり、さらに発見された全ての恐竜について鎖骨が退化消失していたことから恐竜という生物の共有形質として「鎖骨の消失」が共有認識となり、鎖骨（叉骨）を持つ鳥類が鎖骨の消失した恐竜類から進化したという説は支持者を失っていった。多くの研究者は鳥類と獣脚類に類似があることを認めつつも、鳥類の祖先は恐竜の祖先でもあるがまだ鎖骨を失っていない槽歯類であり、類似は収斂進化にすぎないという意見がその後百年近く主流となる。
その現状を覆し、鳥類は獣脚類から進化したという説を甦らせたのがジョン・オストロムであり、1973年のことであった。彼は獣脚類にも鎖骨を持つ者がいること、すなわち恐竜の鎖骨は全て消失していたわけではないことを明らかにし、獣脚類起源説の最大の障害を取り除いただけでなく、鳥類と小型獣脚類のみが共有する特徴を20以上も挙げた。鎖骨の有無という問題が消失した今、鳥類の特徴（叉骨、羽毛、翼、部分的に保存されていた親指）と恐竜類の特徴（長く突き出た距骨、歯間中隔の存在、坐骨の閉鎖孔突起、尾の血道弓）を兼ね備えるアーケオプテリクスは、この主張を裏付ける決定打となった。後の研究では中国遼寧省から羽毛恐竜が発見されるなど、アーケオプテリクスと恐竜をつなぐ更なる証拠が見つかっている。
また、この過程からジョージ・オルシェフスキーのBCF理論が生まれているが、現在の主流の学説にはなっていない。
ただし、鳥類は恐竜から進化したとする説には、アーケオプテリクスの化石（ジュラ紀後期の約1億4500万年前）が、当時最古の羽毛を持つ恐竜の化石（白亜紀前後の1億2500万年前頃を中心に発見されていた）よりも古いという問題が残されていた。それを解決する化石が2009年に発見される。中国東北部のジュラ紀後期（1億6100万年から1億5100万年前）の地層から、現在アンキオルニスと呼ばれている化石が発見された。これは、鋭いかぎつめを持ち全長約50センチのトロオドンと呼ばれる肉食恐竜の仲間である。羽毛を持った恐竜で、前後の脚に風切り羽があるが、鳥類や白亜紀の羽毛恐竜の羽の、先端に向かって細くて左右非対称である羽とは異なり、それは団扇のような左右対称系である。そのため、恐竜は最初に前後の脚に原始的な羽を持ち、やがて前脚の翼が発達して飛翔能力を身につけ、鳥類に進化したと考えられた。
アーケオプテリクスは現生の鳥類の祖先に近い生物であるものの、直接の祖先では無いと考えられている。アーケオプテリクスが栄えた当時の鳥類にどれほどの多様性があったのかについては、今なお議論の余地がある。

## 羽毛
アーケオプテリクスの化石の注目すべき点は、よく発達した風切羽の様な羽にある。これは羽軸に対して著しく非対称で、現生鳥類の翼に見られる3部構造 - 羽枝、小羽枝（羽枝に生じる小毛）、小鉤（小羽枝に生じる小突起）- をとっている。尾羽もやや非対称形であり、硬い羽板を持つなどやはり現生のものに類似している。親指部分は羽毛をまとっていなかったとされる。2025年5月に報告された紫外線とCTスキャンなどを使った調査結果で、三列風切羽が見つかっており、羽ばたいて揚力を生み出していた可能性を示唆している。
体毛に関する記述は少なく、保存状態の良いベルリン標本（後述）の研究がなされているのみである。したがって、以下の記述は必ずしもアーケオプテリクス全体にあてはまるものではない。一般化するには複数標本の検討が必要である。
ベルリン標本では、脚部を覆うまるでズボンのような発達した羽毛が残っている。この羽は基本的な大羽の構造をとっているが、部分的に分解が進んでいる（例えば平胸類のように小鉤が失われている）。とは言え、部分的にはしっかりとした羽が残っており、したがってこれらの羽にも飛翔をサポートする効果があったと考えられている。また、アーケオプテリクスの背側に沿っては大羽がパッチ状に分布している。これは左右対称の硬い羽（しかし飛翔に直接関与する羽ほど丈夫ではない）で、現生の鳥類に見られる下羽に類似している。

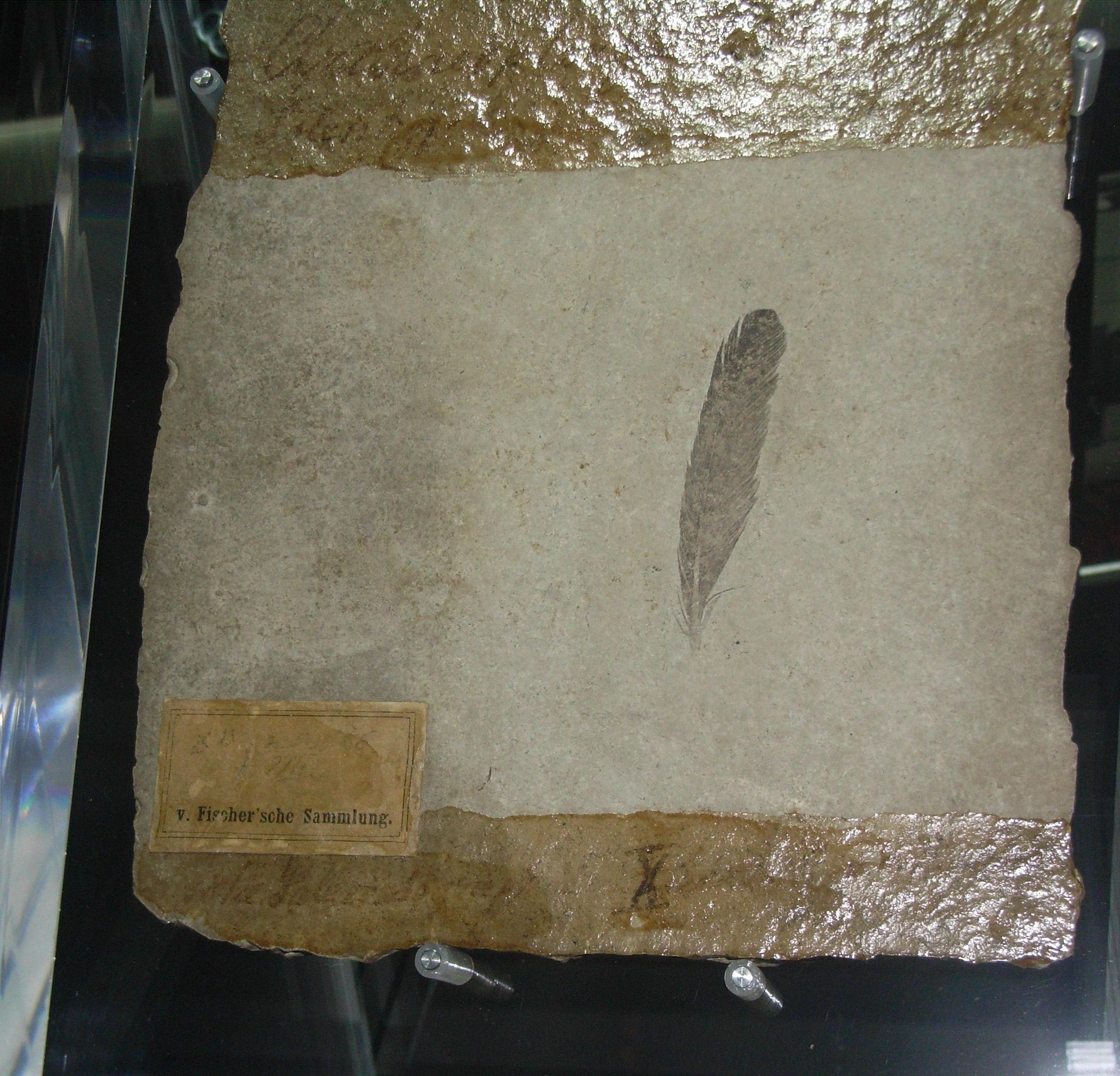
始祖鳥の羽毛化石

それ以外の部分に関しては、ベルリン標本に見られる羽の痕跡はいわゆる「原始羽毛」に限られ、これは恐竜であるシノサウロプテリクス (Sinosauropteryx) に見られる構造とさほど違わない。標本のものは既に分解が進んで明瞭さを欠いているが、アーケオプテリクスが生きていた時には羽根というよりもむしろ毛皮のようなものであったと考えられる。この毛皮は、保存状態の良い胴体から首にかけて見られる。
一方で、頭部を含む首より上の部分に関しては、羽毛があったという手がかりは無い。近縁な恐竜類の状態の良い標本から類推するに、恐らくは頭部に羽毛は無かったであろうと考えられている。
しかしながら、頭部の羽毛の喪失は化石化の過程で生じた後天的な物である可能性もある。主なアーケオプテリクスの化石は、アーケオプテリクスの死体が海を漂った後に嫌気的環境の堆積物中に取り込まれてできたと考えられている。化石の頭部や首、そして尾部は往々にして下向きに曲がっている（これは筋肉が弛緩した時の典型的な形状である）が、これは死体が埋まった時には既に腐敗が始まっていたことを示唆している。したがって、皮膚は既に軟化して失われていた可能性が高い。実際に、いくつかの標本では堆積物中に羽根が抜け落ちているものがある。また、死体が浅い水場を漂っているうちに頭部や首部の羽根が擦れて脱落し、強く結合している尾部の羽根のみ残ったという意見もある。

## 飛翔能力

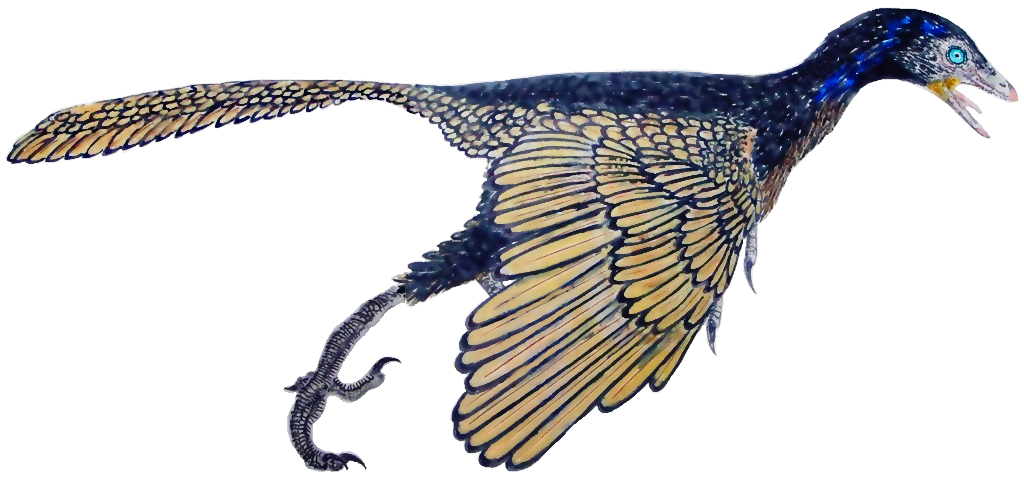
止まる始祖鳥の想像図

### アーケオプテリクスの翼
アーケオプテリクスの風切羽は現在の鳥類と同様に非対称で、尾羽はやや幅広になっている。したがって、主翼と尾翼は揚力を生じていたことが示唆される。しかしながら現在鳥類（例：ハト）のように自力で羽ばたくのは不得手であり、グライダーのように滑空することが主な用途だったと考えられている。しかしながら、2018年には、腕の骨を調べた結果、キジなどのように、短い距離を羽ばたいて飛ぶことができた可能性もあるという説も発表され、有力視され始めている。
アーケオプテリクスが骨太の胸骨や（胸筋の起点となる）竜骨突起を欠くことは、アーケオプテリクスの飛翔能力がさほど高くなかったことを示唆している。しかし、胸筋は厚いブーメランのような形状の叉骨や平板状の烏啄骨（前烏啄骨）、もしくは軟骨様の胸骨に連結していた可能性もある。アーケオプテリクスにおいて、肩甲骨・烏啄骨・上腕骨の各部を連結する肩関節窩が横を向いていることは、アーケオプテリクスは翼を背面まで持ち上げられなかったことを示唆している。羽ばたき飛行が可能な現生の鳥類では、肩関節窩は背側に向いており、打ち上げ (upstroke) 時には翼を背面まで持ち上げている。したがって、アーケオプテリクスは現生の鳥類と同じようには羽ばたけなかったであろうと考えられている。ただし、打ち下ろし (downstroke) のみによる補助のもとで滑空を行っていたことは考えられる。
アーケオプテリクスの翼は比較的大きいため、失速速度 (stall speed) は小さく、旋回半径も小さかったであろう。翼平面形は、翼幅が短く翼端が丸い、すなわちアスペクト比が小さいため、海鳥のような細長い（アスペクト比の大きな）翼に比べると抗力は大きい。しかしながら同時に、このような翼平面形は、灌木や茂みのような障害物の多い環境中を飛行するのに向いていたとも考えられる。実際に、現代の地上でそういった場所に生息するカラスやキジは、同じような翼平面形をしている。また、脚部から生じる非対称の「後羽」は、ミクロラプトル (Microraptor) のような小型獣脚類（ドロマエオサウルス科）に見られるものに似ており、空中での機動性向上に寄与していたと考えられている。Longrich (2006) によって後羽に関する詳細な研究が初めてなされ、これがアーケオプテリクスの有効翼の12%を占めることが示唆された。この脚部の羽が飛翔にどの程度貢献していたのかは定かでないが、主翼や尾翼の補助として、最大で失速速度を6％・旋回半径を12％程度小さくすることができたと考えられている。
Nudds & Dyke (2010) によれば、アーケオプテリクスおよび孔子鳥は羽ばたいて飛ぶことはできず、滑空したという。

### アーケオプテリクスの脳
2004年、アーケオプテリクスの頭蓋骨のCTスキャンが行われ、それによればアーケオプテリクスの脳は主な恐竜よりもかなり大きく、飛行に要する処理が可能であっただろうと結論付けられた。脳全体の再構築も行われ、視覚を司る部分が脳全体の1/3に達することも明らかとなった。他に飛行に際し発達すべき部分として、聴覚および筋肉制御関係が挙げられる。CTスキャンによって内耳の構造も明らかとなったが、これは爬虫類のそれよりも現生の鳥類のものに似ているという。これらの事実を併せて考察すると、アーケオプテリクスは飛翔に必要な鋭敏な聴覚と空間認識能力、それに姿勢制御能力を兼ね備えていたと考えられる。2013年、始祖鳥の脳は一部の恐竜よりも小さかったという説が発表された。この説では、一部のオビラプトル類やトロオドン類の脳が、始祖鳥の脳以上の大きさがあること、現生鳥類と始祖鳥の共通派生形質として、脳に終脳と呼ばれる領域があることが示された。

### 樹上説vs.地上説

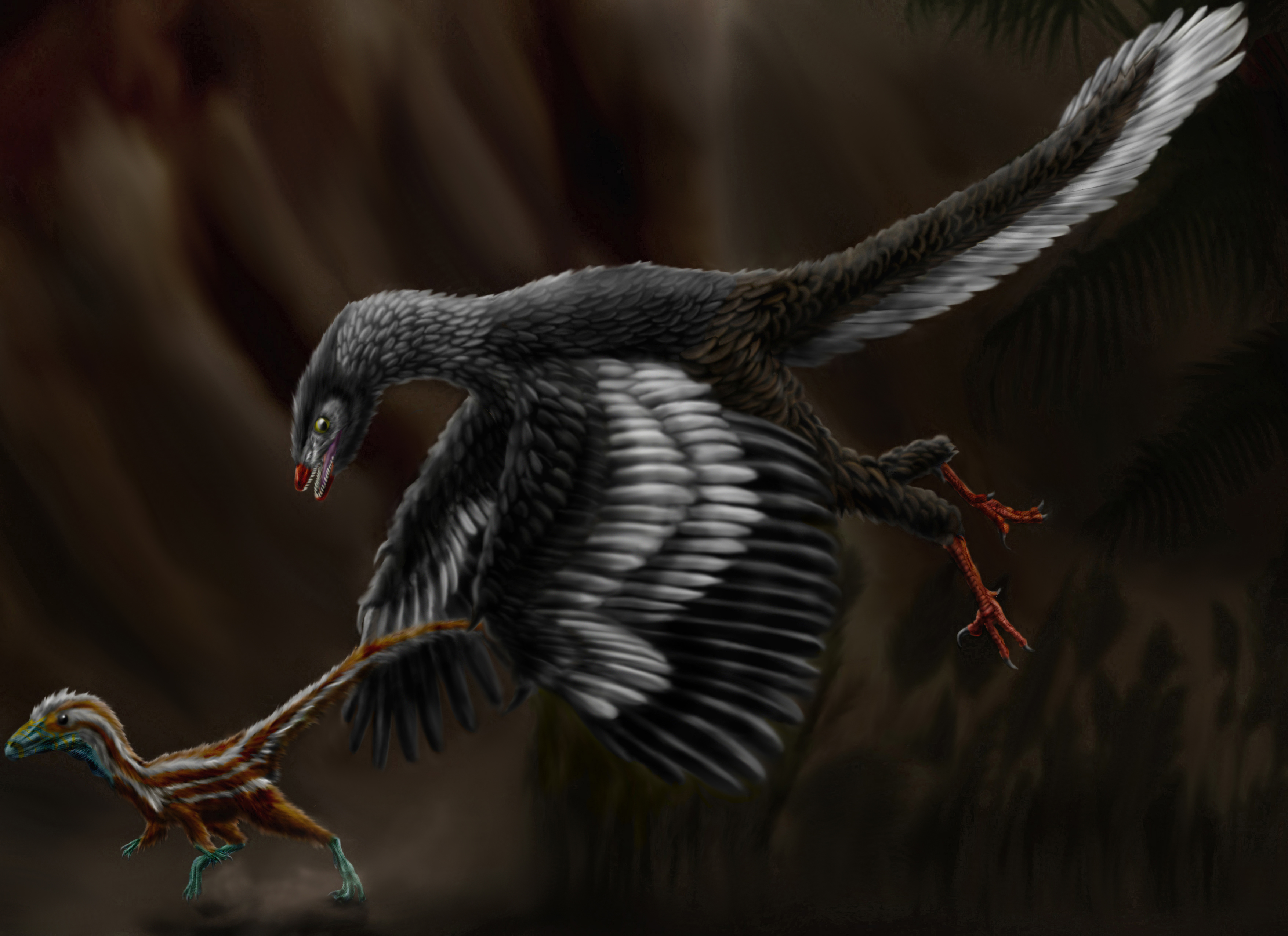
攻撃辺の始祖鳥想像図

アーケオプテリクスは鳥類の起源と進化に関する議論において、重要な位置を占めている。研究者によっては、マーシュなどによる鳥類が樹上から滑空するタイプの動物から進化したという考えを受け、アーケオプテリクスを半樹上性の動物とみなす向きもある。他方では、アーケオプテリクスは地上をすばやく疾走していたであろうと考え、サミュエル・ウェンデル・ウィリストン提唱の説である鳥類の飛翔が地面を走ることから発達したことの傍証であると位置付ける研究者もいる。さらには、アーケオプテリクスは現在のカラスのように樹上と地上の双方を住処としていたとする意見もある。この意見は、形態形質に基づく考察としては最尤とされている。つまりアーケオプテリクスは、樹上にも地上にも特化した生物ではないということである。近年の知見に基づけば、Elżanowski (2002) に概説されるように、アーケオプテリクスは捕食者から逃れるべくより高い木へ移動するため、あるいは崖や木の頂上からより長い距離を飛行するために翼を使っていたと考えるのが妥当とされている。ただし、その後2005年に発見された状態の良い標本の分析によると、アーケオプテリクスの足は現在の鳥類とは違い第1指が他の指と対向していないこと、すなわち枝を掴んで樹上に止まることが困難であることが判明している。この事実は、アーケオプテリクスが地上生活者であった可能性を支持している。

## 分類
アーケオプテリクスの化石標本は複数個が発掘されているが、それらの関係については問題が残る。大部分の標本は、各々が独自の種名を与えられているからである。例えばベルリン標本は Archaeornis siemensii Dames, 1897、アイヒシュテット標本は Jurapteryx recurva (Howgate, 1984) Howgate, 1985、ミュンヘン標本は Archaeopteryx bavarica Wellnhofer, 1993、そしてゾルンホーフェン標本には Wellnhoferia grandis Elżanowski, 2001 の名が与えられている。
近年、これら全ての標本を単一の種として扱う意見も提唱された。しかしながら、各標本はそれぞれに興味深い差異があることもまた事実である。特にミュンヘン、アイヒシュテット、ゾルンホーフェン、サーモポリスの4標本は、ロンドン、ベルリン、ハールレムのものとはサイズが異なり、指の長さの比率や鼻筋、歯の形状、胸骨の有無などの各所にも相違が見られる。これらの相違は、現生の鳥類において異種の成鳥間に認められる差異と同じ、もしくはそれよりも大きなものである。しかしこれらの差異を、同種の鳥における成長段階の違いとして説明することもまた可能なのである。

## 化石標本
これまでにアーケオプテリクスの骨格の化石は12個発見されている。いずれもドイツのゾルンホーフェン近郊の石灰岩堆積物中から出土している。

## シノニム
始祖鳥とアーケオプテリクス Archaeopteryx lithographica のシノニムは混乱があった。少数の標本に対して数十の学名が記載・出版されていた（大部分は誤記であるが）。
元々 A. lithographica の名前は、1860年に発見された一枚の羽根に対してヘルマン・フォン・マイヤーが命名したものである。1960年、学名 Archaeopteryx lithographica を担名する標本を、羽根の標本からロンドン標本へ正式に移すことを Swinton が提案し、翌年に動物命名法国際審議会 (ICZN) は最初の骨格標本に対して与えられ氾濫していた学名を廃止 (ICZN 1961) した。また、未知の翼竜に付けられていた Archaeopteryx の名も後に廃され (ICZN 1977)、この学名がいわゆる始祖鳥のものとして整理された。

## 分類体系
- 恐竜 dinosaur
  - 竜盤類 Saurischia
    - 獣脚類 Theropoda
      - テタヌラ類 Tetanurae
        - コエルロサウルス類 Coelurosauria
          - マニラプトル形類 Maniraptoriformes
            - マニラプトル類 Maniraptora
              - エウマニラプトル類 Eumaniraptora
                - 鳥類 Aves
                  - 古鳥類（始祖鳥）